# Tempesta tropical Cristobal (2002)
Tempesta tropical Cristobal va ser un cicló tropical relativament dèbil que avançava per l'oest de l'Oceà Atlàntic abans de ser absorbit per una zona frontal. Va ser la tercera tempesta tropical de la temporada d'huracans a l'Atlàntic del 2002. Cristobal es desenvolupà el 5 d'agost a prop de la costa de Carolina del Sud des d'on també es desenvolupà la tempesta tropical Bertha. Causà danys negligibles a terra ferma.